# Byttneria heterophylla
Byttneria heterophylla là một loài thực vật có hoa trong họ Cẩm quỳ. Loài này được Hook. mô tả khoa học đầu tiên năm 1830.